# Edwin Rozenkranz

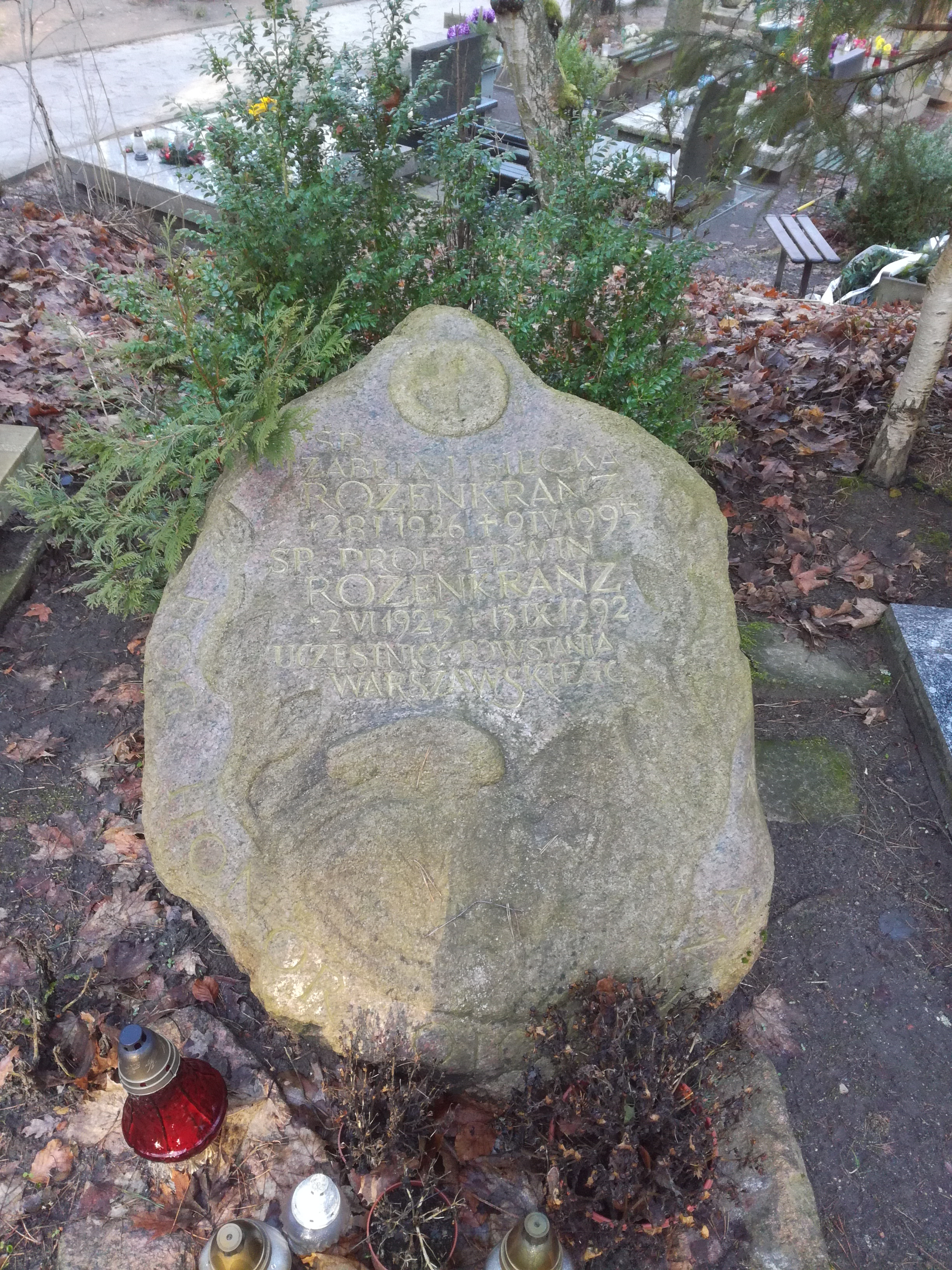
Grób profesora Edwina Rozenkranza na cmentarzu Srebrzysko w Gdańsku

Edwin Leon Rozenkranz (ur. 2 czerwca 1925 w Czatkowach, zm. 13 września 1992 w Gdańsku) – polski prawnik, historyk prawa, profesor Uniwersytetu Gdańskiego.

## Życiorys
Urodził się w rodzinie Leonarda i Weroniki Anny z domu Wąs. Brat Eugeniusza (1926–1965) oraz Eugenii (ur. 1932). Ukończył szkołę powszechną w roku 1937.
W momencie wybuchu II wojny światowej uczył się w I Państwowym Liceum i Gimnazjum Męskim w Tczewie. Jego rodzina została wysiedlona do Lublina, gdzie na tajnych kompletach ukończył trzecią klasę gimnazjum. W 1943 r. przeniósł się do Warszawy i podjął działalność konspiracyjną. Jako żołnierz AK (ps. „Kamień”) batalionu „Gozdawa” walczył w powstaniu warszawskim.
Po wojnie wrócił na Pomorze, w 1948 r. zdał maturę w IV Państwowym Gimnazjum i Liceum w Gdańsku-Nowym Porcie. W 1952 r. ukończył studia na Wydziale Prawa Uniwersytetu Poznańskiego. Tam też w 1960 r. obronił rozprawę doktorską pt. „Początki i ustrój miast Pomorza Gdańskiego do schyłku XIV stulecia”. Był uczniem poznańskiego profesora Zdzisława Kaczmarczyka.
Już jako doktor został zatrudniony w Wyższej Szkole Pedagogicznej w Gdańsku, w Katedrze Historii Starożytnej i Średniowiecznej. W 1968 r. na podstawie rozprawy „Recepcja prawa lubeckiego w miastach nadbałtyckich” uzyskał stopień doktora habilitowanego nauk prawnych. Był jednym z organizatorów Wydziału Prawa i Administracji Uniwersytetu Gdańskiego. Od 1973 r. kierował Zakładem, a od 1981 – Katedrą Powszechnej Historii Państwa i Prawa. W 1984 r. został zatrudniony na stanowisku profesora Uniwersytetu Gdańskiego. Procedurę nadania tytułu profesora zwyczajnego przerwała jego śmierć 13 września 1992 r. Uczniem i następcą prof. Rozenkranza jest Tadeusz Maciejewski.
Edwin Rozenkranz był autorem wielu publikacji o tematyce historyczno-prawnej, historycznej, numizmatycznej, filozofii prawa, przekładów z języków obcych oraz recenzji, które były publikowane również w Niemczech, Holandii, Francji i Włoszech.
Od 1956 r. był mężem Izabeli z domu Lisickiej (1926–1995), sanitariuszki w powstaniu warszawskim ps. „Cyprys”. Ojciec Andrzeja (ur. 1957) i Leonarda (ur. 1960).
Zmarł w Gdańsku, pochowany 17 września 1992 na cmentarzu Srebrzysko (rejon IX, kwatera Taras III Wojskowy, na skarpie).

## Ordery i odznaczenia
- Krzyż Kawalerski Orderu Odrodzenia Polski (25 września 1985)
- Krzyż Walecznych (Londyn, 30 grudnia 1949)
- Medal Wojska (Londyn, 15 sierpnia 1948)
- Złoty Krzyż Zasługi (1981)
- Warszawski Krzyż Powstańczy (16 czerwca 1982)
- Brązowy Krzyż Zasługi (1956)
- Krzyż Armii Krajowej (Londyn, 10 listopada 1983)
- Medal za Warszawę 1939–1945
- Medal Rodła (30 listopada 1988)
- Srebrny Krzyż „Za Zasługi dla ZHP” z Rozetą i Mieczami
- Odznaka 1000-lecia Państwa Polskiego (1965)
- Odznaka „Weteran Walk o Wolność i Niepodległość”
- Odznaka pamiątkowa Akcji „Burza”
- Odznaka honorowa „Zasłużonym Ziemi Gdańskiej”

Źródło:

## Nagrody i wyróżnienia
- tytuł Zasłużonego dla Polskiego Towarzystwa Archeologicznego i Numizmatycznego (1983)[1]
- Nagroda Miasta Gdańska w Dziedzinie Kultury „Splendor Gedanensis” (1983)[7]